# نورتينوس

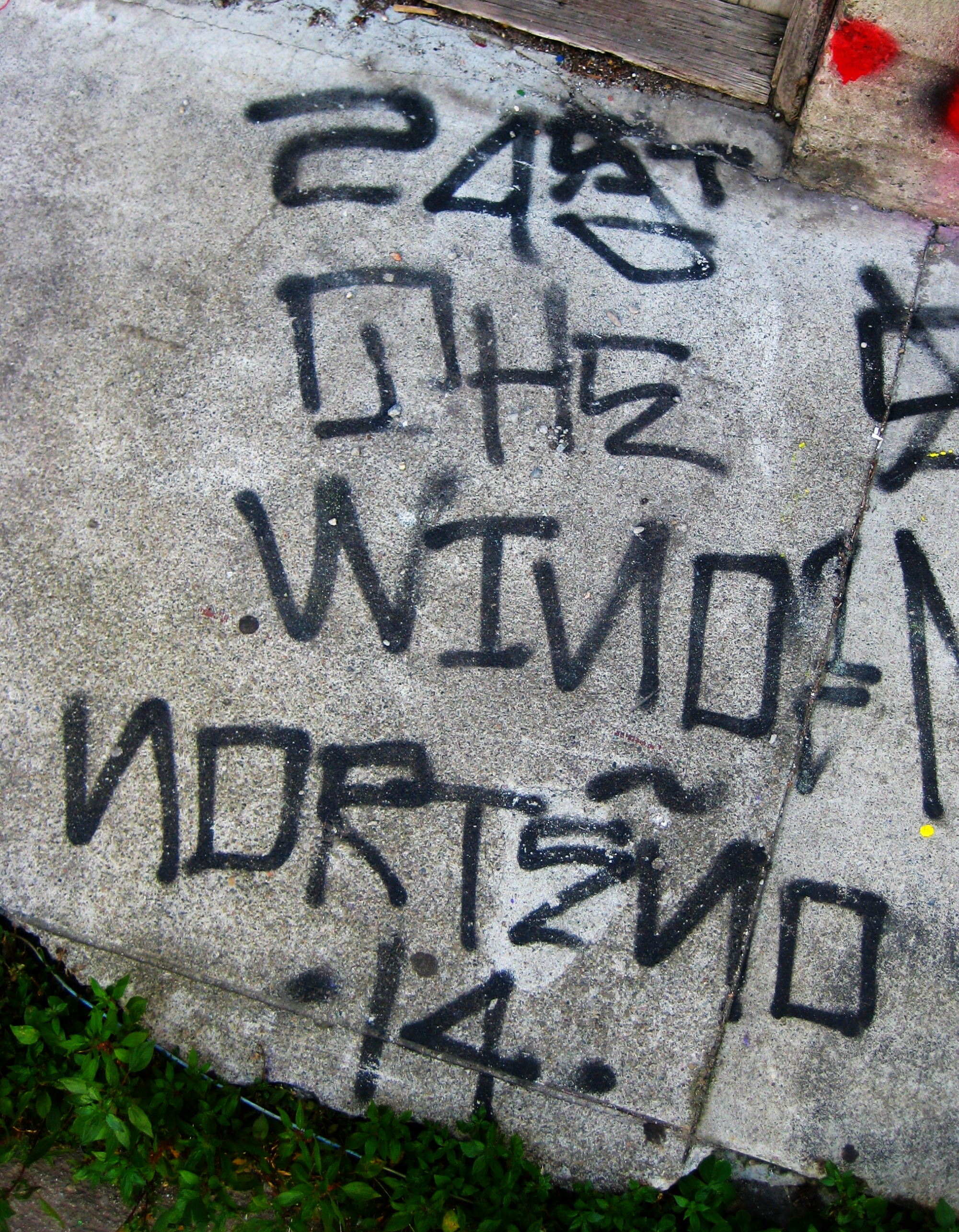
نورتينوس

نورتينوس  للرجال و نورتيناس  للإناث (وتعنى الشماليين) هي مختلف عصابات الشوارع ذات الصلة بمنظمة وعصابات نوسترا فاميليا الموجودة في المرافق الإصلاحية التابعة للحكومة الفيدرالية للولايات المتحدة.
ويتكون أغلب أعضاء العصابة في المقام الأول من أمريكيين من أصل مكسيكي، بالإضافة إلى أعضاء من مجموعات أخرى أمريكية من أصل لاتيني (في معظمهم سلفادوريين) وبعض الأمريكيين من أصل أفريقي بالإضافة إلى عدد قليل جدا من أعضاء القوقاز.
وتعد عصابة سورينوس من أبرز منافسيهم.

## أنظر كذلك
- مافيا مكسيكية
- نوسترا فاميليا
- سورينوس